# Lucy (Raumsonde)
Lucy ist eine US-amerikanische Raumsonde der NASA, zur Erforschung von Asteroiden, speziell aus der Gruppe der Jupiter-Trojaner. Die Sonde wurde am 16. Oktober 2021 gestartet. Am 1. November 2023 flog sie  Dinkinesh vorbei und am 20. April 2025 an Donaldjohanson, zwei Hauptgürtelasteroiden. Die nächste Begegnung soll am 12. August 2027 mit (3548) Eurybates stattfinden.

## Name
Der Name der Mission bezieht sich auf das Fossil Lucy, ein 3,2 Millionen Jahre altes Teilskelett eines weiblichen Individuums des Hominiden Australopithecus afarensis. Analog dazu können die Jupiter-Trojaner als Fossilien der Planetenentstehung angesehen werden, da sie aus der Frühgeschichte des Sonnensystems datieren, als Planeten und andere Himmelskörper geformt wurden. Das Australopithecus-Fossil selbst wurde nach dem Beatles-Song Lucy in the Sky with Diamonds benannt.

## Missionsziel und -vorbereitung
Am 4. Januar 2017 wurde Lucy neben der Raumsonde Psyche als Mission des Discovery-Programms der US-amerikanischen Raumfahrtagentur NASA ausgewählt. Missionsziel ist die Erforschung von Asteroiden, einer aus dem Hauptgürtel, sechs aus der Gruppe der Jupiter-Trojaner, zwei davon haben bekannte Asteroidenmonde. Jupiter-Trojaner sind Asteroiden, die Jupiter in der Umlaufbahn um die Sonne vorauseilen oder nachfolgen. Die Erkundung der Jupiter-Trojaner war eines der Ziele mit hoher Dringlichkeit des Planetary Science Decadal Survey 2013–2022.
Harold F. Levison vom Southwest Research Institute in Boulder (Colorado) ist leitender Wissenschaftler (Principal Investigator) der Mission, Catherine Olkin ist die Stellvertreterin (Deputy Principal Investigator). Das Goddard Space Flight Center der NASA übernahm die technische Projektleitung. Für die Sonde wurden knapp 990 Millionen US-Dollar bereitgestellt, davon 560 Mio. für Entwicklung und Bau, 149 Mio. für den Raketenstart und 280 Mio. für die geplanten zwölf Jahre der Primärmission.
Nach einer Ausschreibung erhielt die United Launch Alliance (ULA) im Januar 2019 den Zuschlag für den Start mit einer Atlas-V-Rakete zum Preis von 149 Mio. SpaceX als unterlegener Bieter legte dagegen eine formale Beschwerde ein, da man ein weit günstigeres Angebot „bei außerordentlich hoher Wahrscheinlichkeit für einen Missionserfolg“ abgegeben habe. Am 4. April 2019 zog SpaceX die Beschwerde zurück.

## Missionsverlauf

### Start und Kommissionsphase
Am 16. Oktober 2021 startete Lucy vom Startkomplex 41 der Cape Canaveral Space Force Station auf einer Atlas-V-Rakete.
Am 19. Oktober 2021 wurde bekannt, dass ein Sonnenkollektor nicht komplett ausklappte. Es sei wahrscheinlich, dass das Kabel, das für das Auffalten des Kollektors eingerollt wird, ungenügend gespannt war. Der Kollektor habe sich statt der vollen 360 nur zu 347 Grad entfaltet. Der Missionserfolg sei nicht gefährdet, da mit über 90 Prozent der geplanten Leistung genügend Energie für die Experimente zur Verfügung stünden.
Bis zum 18. November 2021 wurden alle Instrumente getestet; sie arbeiteten wie geplant und wurden anschließend in Ruhezustand versetzt. Zwischen Mai und Juni 2022 konnte der problembehaftete Sonnenkollektor bei mehreren Versuchen unter zeitgleicher Nutzung des Haupt- und Reservemotors etwas weiter – auf etwa 353 bis 357 Grad – entfaltet werden.
Am 22. Oktober 2022 erfolgte ein Gravity Assist Vorbeiflug an der Erde. Lucy nutzte die Gelegenheit, um die Instrumente zu kalibrieren und machte Aufnahmen von Erde und Mond.

### Vorbeiflug an Dinkinesh
Nach dem Start untersuchte NASA die bekannten Bahnen von über 500.000 Asteroiden, ob sich darunter ein Ziel befindet, das von Lucy aus der Nähe betrachtet werden kann. Am 25. Januar 2023 kündigte NASA einen zusätzliche Vorbeiflug an Asteroid (152830) 1999 VD57 an, der in der anfänglichen Planung nicht enthalten war. Für einen nahen Vorbeiflug war nur ein kleines Flugmanöver notwendig. Später wurde der Asteroid in Dinkinesh umbenannt.
Am 1. November 2023 erfolgte der Vorbeiflug in einer Entfernung von 431 Kilometern und bei einer Geschwindigkeit von 4,5 Kilometern pro Sekunde relativ zu Dinkinesh. Der Vorbeiflug wurde als Generalprobe für die Beobachtungsfolge und die dafür erforderlichen Abläufe genutzt und war sowohl vom technischen, als auch wissenschaftlichen Standpunkt aus ein voller Erfolg. 48 Bilder der L’LORRI-Kamera zeigen Details in einer Auflösung von 10 bis 2,2 Metern pro Bildpunkt. Es konnte dabei ein bereits vermuteter Begleiter des Asteroiden bestätigt werden. Die größte Überraschung war dabei, dass es sich um einen Doppelmond bzw. einen Kontakt-Binärkörper handelt. Der Mond erhielt den Namen Selam.
Am 13. Dezember 2024 erfolgte das zweite Fly-by-Manöver an der Erde.

### Vorbeiflug an Donaldjohanson
Am 20. April 2025 flog die Sonde im Abstand von 960 km am Hauptgürtelasteroiden (52246) Donaldjohanson vorbei, der nach dem Entdecker des Lucy-Hominiden-Fossils Donald Johanson benannt ist. Die ersten Aufnahmen erfolgten am 20. und 22. Februar 2025 mit L’LORRI aus einem Abstand von 70 Millionen km, dabei wurde ein sich bewegender schwacher Lichtpunkt gefunden, der für die Navigation beobachtet wurde. Beim Vorbeiflug konnten zahlreiche gute Aufnahmen gemacht werden, dabei erschien der Asteroid als Kontakt-Binärkörper mit einer ungewöhnlichen Form, langgestreckter als zuvor vermutet und mit einer sehr langsamen Rotation. Der Körper ist ca. 8 km lang und 3,5 km breit an der breitesten Stelle.

### Weitere Mission
Die Sonde soll im Jahr 2027 die L4-Trojaner – das griechische Lager – erreichen, die dem Jupiter etwa 60° vorauseilen. Dabei soll sie fünf Trojaner passieren, nämlich (3548) Eurybates und dessen Satelliten Queta, (15094) Polymele und dessen Satelliten, (11351) Leucus und (21900) Orus. Danach soll Lucy im Dezember 2030 ein drittes Fly-by-Manöver an der Erde durchführen, um die L5-Trojaneransammlung – das trojanische Lager – die dem Jupiter etwa 60° zurückhängt, zu erreichen. Dort soll sie 2033 den Doppelasteroiden und Jupiter-Trojaner (617) Patroclus-Menoetius passieren. Die Details für eine mögliche Anschlussmission sind noch nicht ausgearbeitet.
Nach diesen Vorbeiflügen wird die Sonde irgendwann ohne Treibstoff ihren Betrieb einstellen und voraussichtlich für viele tausend Jahre auf einer stabilen Bahn im Abstand von etwa sechs Jahren zwischen den beiden Lagern pendeln.

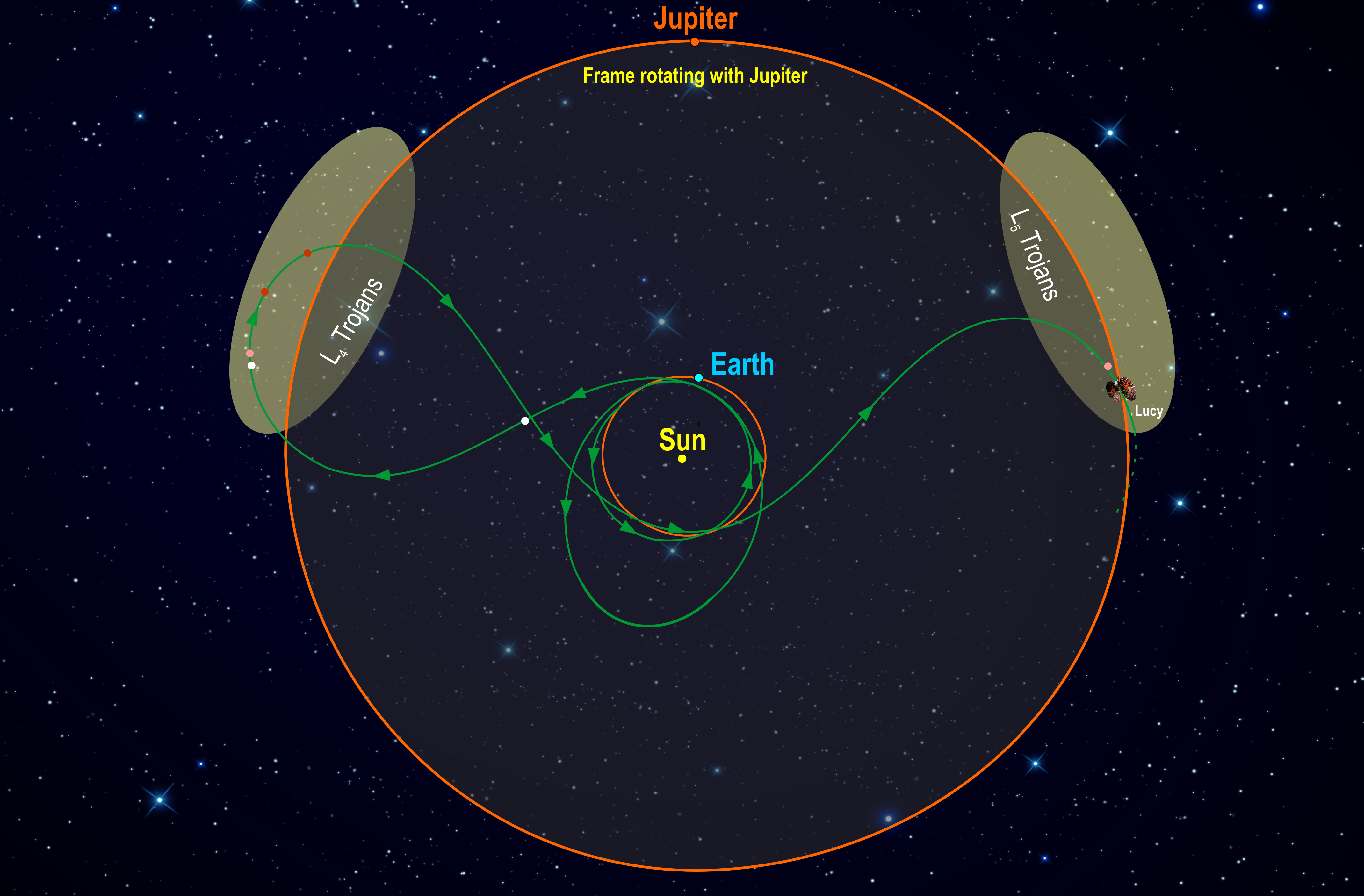
Bahn von Lucy
Animation von Lucys Bahn um die Sonne Lucy Sonne Erde Donaldjohanson Eurybates Orus
Animation von Lucys Bahn in einem mit Jupiter rotierendem Bezugssystem
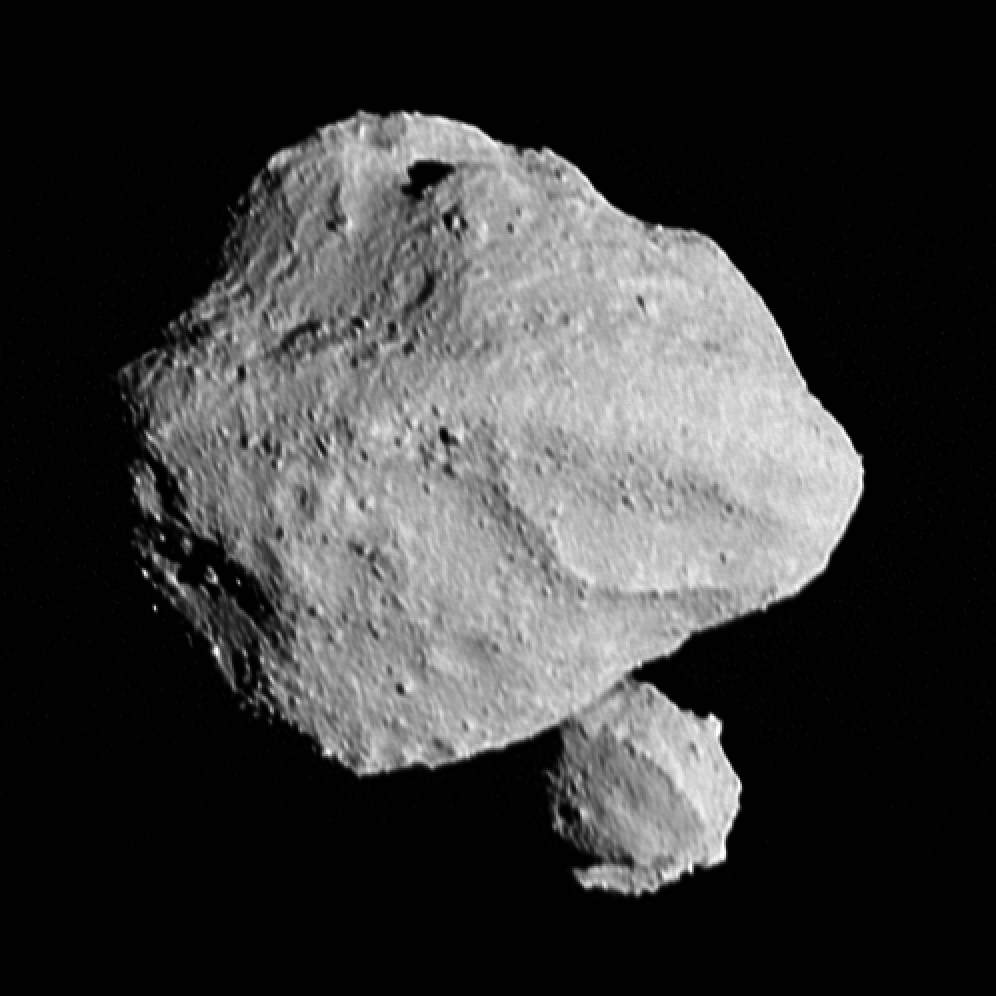
Foto von Dinkinesh und Selam
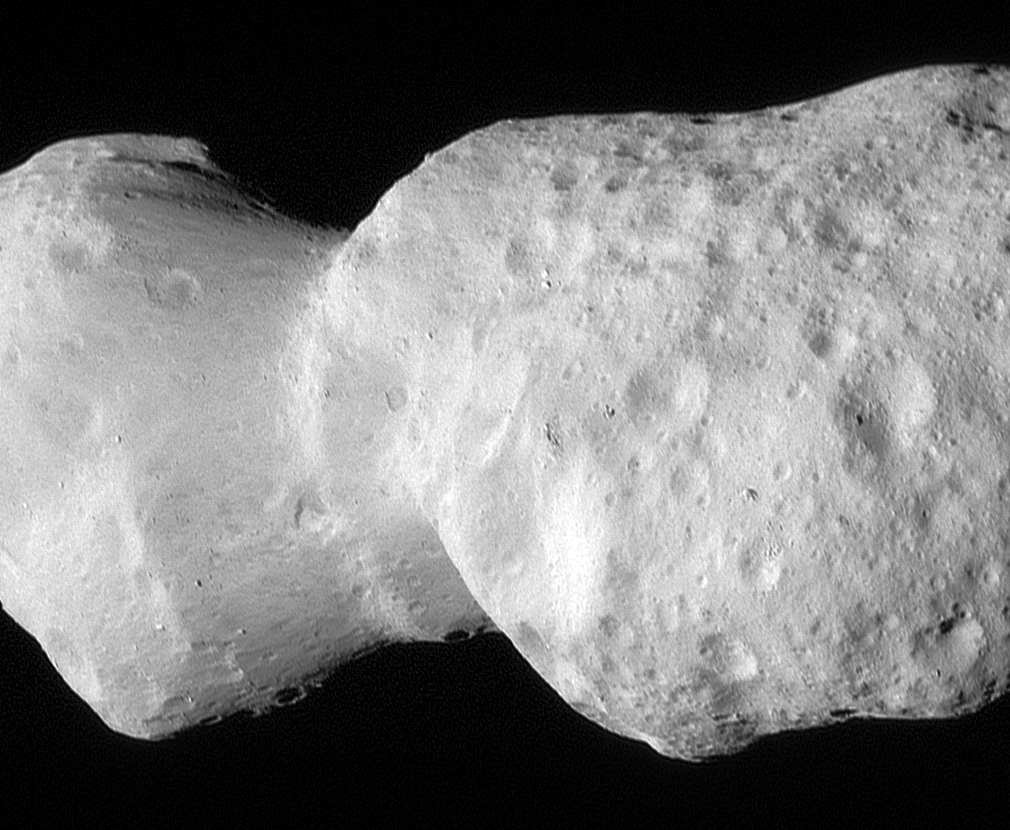
Foto von Donaldjohanson
Patroclus
- Animation von Lucys Bahn in einem mit Jupiter rotierendem Bezugssystem
Lucy
Sonne
Erde
Donaldjohanson
Eurybates
Jupiter
Patroclus
- Foto von Dinkinesh und Selam
- Foto von Donaldjohanson

## Zielobjekte

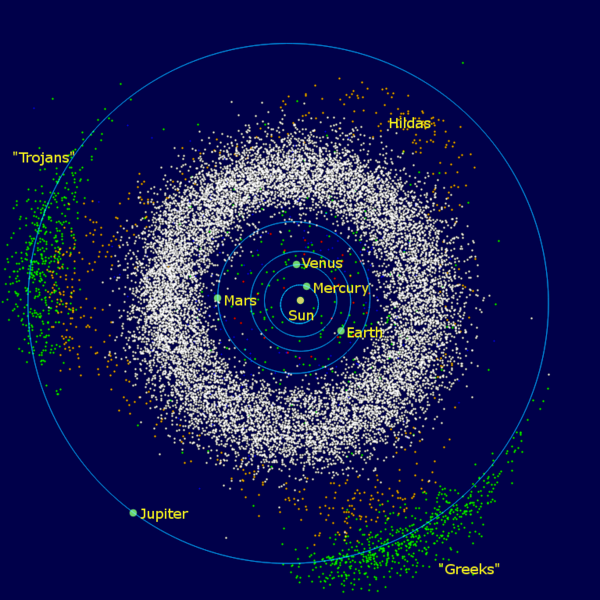
Die Asteroiden des inneren Sonnensystems. Als grüne Punktwolken auf der Bahn des Jupiter sind die zwei Trojaner-Gruppen zu erkennen.

Bisher sind 11 Ziele mit ihren Vorbeiflugdaten definiert:
- 1. November 2023: (152830) Dinkinesh, Asteroid vom S-Typ im inneren Hauptgürtel mit Mond Selam, Annäherung auf 450 km[24]
- 20. April 2025: (52246) Donaldjohanson, Asteroid vom C-Typ im inneren Hauptgürtel, Mitglied der etwa 130 Millionen Jahre alten Erigone-Familie; Annäherung auf 922 km
- 12. August 2027: (3548) Eurybates, 64 km Durchmesser, Jupiter-Trojaner vom C-Typ im griechischen Lager am L4-Lagrangepunkt, größtes Mitglied der ersten bekannten Kollisionsfamilie von Jupiter-Trojanern; besitzt den ca. 1 km großen Satelliten Queta; Annäherung auf ca. 1000 km
- 15. September 2027: (15094) Polymele, 21 km Durchmesser, Jupiter-Trojaner vom P-Typ am L4, vermutlich Kollisionsfragment; besitzt den ca. 5 km großen Satelliten S/2022 (15094) 1[25]; größte Annäherung auf ca. 415 km
- 18. April 2028: (11351) Leucus, 34 km Durchmesser, Jupiter-Trojaner vom D-Typ, langsam rotierend, am L4; Annäherung auf ca. 1000 km
- 11. November 2028: (21900) Orus, 51 km Durchmesser, Jupiter-Trojaner vom C-Typ am L4; Annäherung auf ca. 1000 km
- 2. März 2033: (617) Patroclus, Doppelasteroid vom P-Typ. Der größere, Patroclus, hat einen Durchmesser von 113 km, der kleinere Menoetius hat einen Durchmesser von 104 km. Sie haben etwa 680 km Abstand und liegen im trojanischen Lager am L5. Annäherung auf ca. 1000 km.

## Raumfahrzeug
Technische Daten:

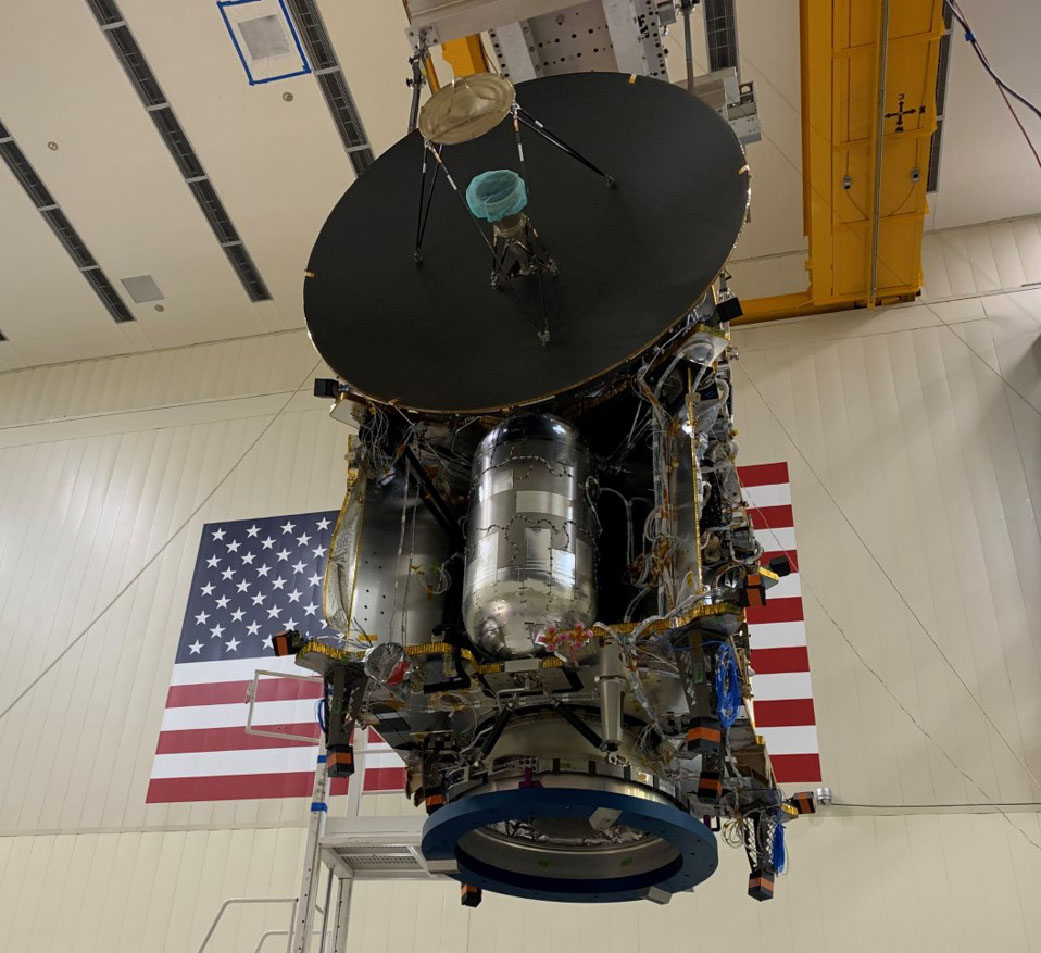
Die fast fertig montierte Sonde Ende 2020

- Breite: 15,82 m (Solarpanele entfaltet)
- Höhe: 7,28 m (3,95 m in der Start-Konfiguration)
- Tiefe: 2,00 m
- Durchmesser der Solarpanele: 7,3 m
- Trockenmasse: 771 kg
- Startmasse betankt: 1500 kg
- Elektrische Leistung: 504 W bei Begegnung mit dem sonnenfernsten Objekt.[26]
- 2-Meter-Hauptantenne

## Instrumente

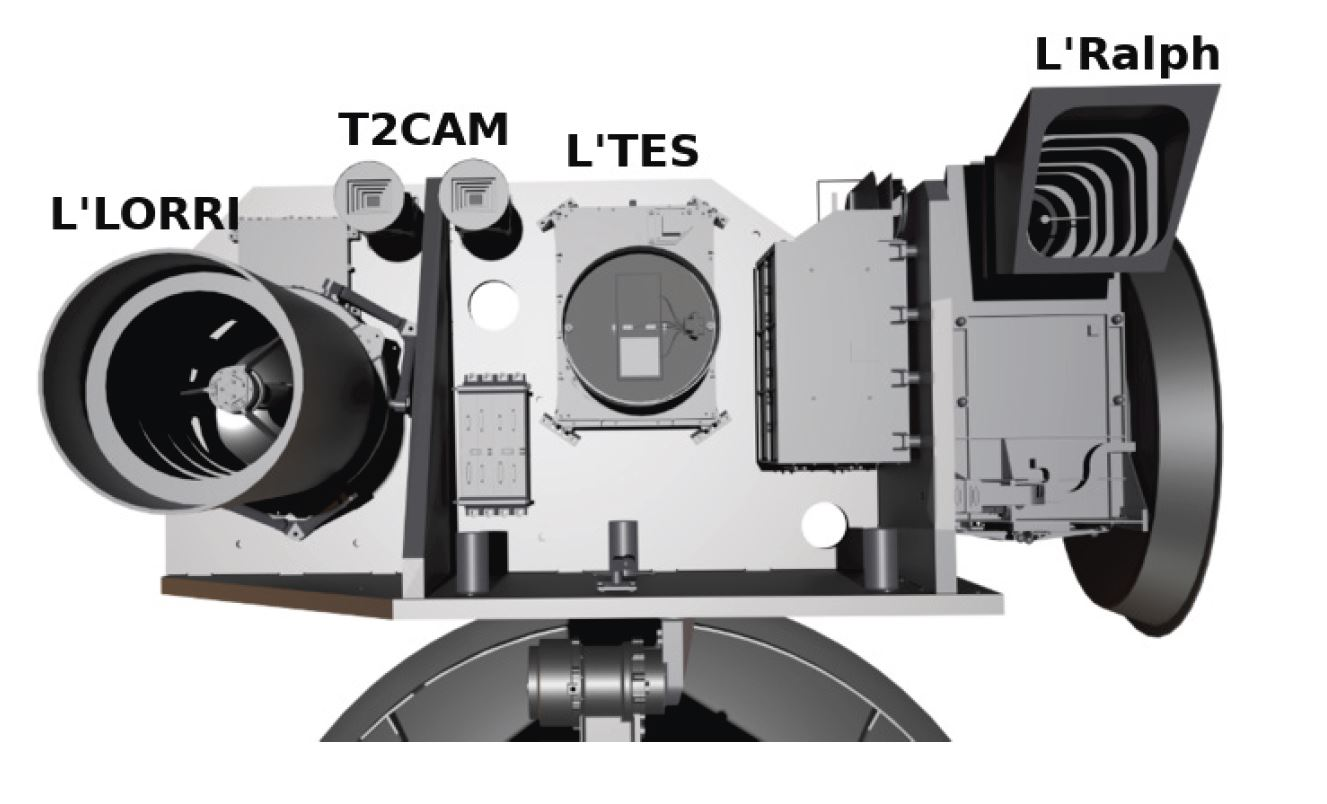
Die schwenkbare Instrumentenplattform von Lucy

Die Instrumente basieren auf weiter verbesserten Vorgängermodellen, die bereits seit langem im Einsatz sind. Alle Instrumente außer dem Radioschwerkraftexperiment sind auf einer schwenkbaren Instrumentenplattform (Instrument Pointing Platform, IPP) montiert und in dieselbe Richtung ausgerichtet. Die schwenkbare Plattform erlaubt die Ausrichtung der Instrumente während des schnellen Vorbeiflugs ohne die Sonde drehen zu müssen. Zugleich kann die Sonde für das Radioschwerkraftexperiment inf zur Datenübertragung ihre Hauptantenne zur Erde richten.

### L’Ralph
L’Ralph – Panchromatic and color visible imager and infrared spectroscopic mapper.
L’Ralph basiert auf dem Ralph-Instrument der Pluto-Mission New Horizons und wurde vom Goddard Space Flight Center gebaut. L’Ralph besteht aus zwei Instrumenten, die dasselbe optische System nutzen. Das optische System ist mit verschiedenen Blenden gegen Streulicht geschützt, hat eine Apertur von 75 mm und eine Brennweite von ca. 450 mm. Ein Strahlteiler mit einem dichroitischen Prisma trennt das Licht auf in den sichtbaren Bereich, der von der Kamera MVIC untersucht wird, und in einen infraroten Bereich, der von dem Spektrometer LEISA untersucht wird.  Es kann nur MVIC oder LEISA aktiv sein, aber nicht beides zugleich. L’Ralph ist die einzige Kamera, die Farben liefert. Sie sucht nach organischen Ablagerungen und Eisablagerungen, Schichtsilikaten etc. und gewinnt damit Informationen über die Zusammensetzung der Oberfläche der untersuchten Asteroiden. Außerdem sollen damit Ringsysteme, Partikelwolken und Satelliten gesucht und untersucht werden, falls vorhanden. Das gesamte Instrument wiegt 32,3 kg, wurde aus einem einzigen Aluminiumblock gefräst; auch die Spiegel sind aus poliertem Aluminium. Ein Radiator dient als passiver Kühler und bringt den Sensor von LEISA auf eine Betriebstemperatur von ungefähr 100 K. Die elektronischen Komponenten sind in einem separaten Gehäuse untergebracht, in dem eine Temperatur von 260–305 K herrscht. Gegenüber dem Ralph-Instrument von New Horizons hat L’Ralph einen deutlich verbreiterten Spektralbereich im Infraroten und einen schwenkbaren Spiegel, der zusätzliche Aufnahmen zulässt, ohne dass das Raumfahrzeug oder die Instrumentenplattform dafür gedreht werden muss. Das Instrument hat nun einen eigenen 256 Gigabit großen Speicher zur Datenaufzeichnung. Seine Leistungsaufnahme beträgt insgesamt 24,5 Watt.
- Die Multispectral Visible Imaging Camera (MVIC) liefert Bilder in fünf verschiedenen Farben im sichtbaren Licht und im nahen Infrarot, außerdem panchromatisch über den gesamten Empfindlichkeitsbereich des Sensors. Die Spektralbereiche sind panchromatisch (350–950 nm), violett (375–480 nm), grün (480–520 nm), orange (520–625 nm), Phyllosilikate (625–750 nm) und nahes Infrarot (750–950 nm). MVIC hat dafür sechs CCD-Arrays, jedes mit 64 Reihen von 5000 Pixeln.[30] Der Bildwinkel ist 8,25° × 0,94°, die Auflösung 29 μrad pro Pixel.

- Das Linear Etalon Imaging Spectral Array (LEISA) ist ein Infrarotspektrometer mit einem keilförmigen Filter (Linear Variabler Filter, LVF). Der Sensor besteht aus Quecksilber-Cadmium-Tellurid (HgCdTe). Der Spektralbereich reicht von 950 bis 3950 nm. Der Sensor wird zeilenweise ausgelesen. Die Ausleserate wird mit der Scanrate synchronisiert, so dass sich eine Karte ergibt. Einige Technologien des Instruments wurden vom OVIRS-Instrument der Sonde OSIRIS-REx übernommen. Der Bildwinkel ist 2,35° × 3,37° und die Auflösung 80 μrad pro Pixel.

### L’LORRI
L’LORRI – high-resolution visible imager.
L’LORRI ist ein Nachfolger des LORRI-Instruments von New Horizons und wurde am Applied Physics Laboratory der Johns Hopkins University gebaut. Es besteht aus einer hochauflösenden und sehr lichtempfindlichen panchromatischen Kamera an einem Ritchey-Chrétien-Teleskop. Das Instrument hat keine beweglichen Teile wie Filterräder und liefert keine Farbinformationen, ist aber die höchst auflösende Kamera der Mission. Die Spiegel sind größtenteils aus Siliziumkarbid gefertigt. Die Kamera wird auch zur Navigation der Sonde eingesetzt und soll nach Ringsystemen und Begleitobjekten Ausschau halten. Sie ist robuster konstruiert als das Instrument von New Horizons, ansonsten aber gleich aufgebaut, mit dem gleichen Sensor von 1024 × 1024 Pixel. Der Primärspiegel hat einen Durchmesser von 20,8 cm und die Brennweite beträgt 262 mm. Gegenüber dem Vorgängerinstrument ist eine redundante Elektronik hinzugekommen, außerdem ein eigener Datenspeicher und einige weitere Anpassungen. Während die LORRI-Kamera von New Horizons im Raumfahrzeug integriert ist, ist L’LORRI mit Halterungen außen auf der Instrumentenplattform befestigt. L’LORRI wiegt zirka 14 kg und hat eine Leistungsaufnahme von maximal 12,4 Watt. Das Sichtfeld ist 0,29° × 0,29° groß und der Sensor deckt die Wellenlängen von 450–850 nm ab, bei einer Auflösung von 5 μrad für ein Pixel.

### L’TES
Das Thermal Emission Spectrometer (L’TES) ist dem Instrument OTES der Sonde OSIRIS-REx ähnlich und wurde an der Arizona State University gebaut. Es ist für fernes Infrarot ausgelegt und kann die Wärme erkennen, die von der Oberfläche des untersuchten Himmelskörpers abgestrahlt wird, und damit dessen Oberflächentemperatur messen. Anhand der Geschwindigkeit, mit der sich bestimmte Bereiche erwärmen oder abkühlen, kann auf die Materialeigenschaften geschlossen werden, beispielsweise ob das Material massiv oder locker mit Hohlräumen ist. Das Instrument liefert außerdem Spektren. Das Instrument wiegt ca. 7,7 kg, und hat eine Leistungsaufnahme von 17,6 W maximal. Das Instrument besteht aus einem Cassegrain-Teleskop, einem Michelson-Interferometer und einem Strahlteiler. Das Instrument untersucht den Wellenbereich von 6–75 μm.

### TTCam oder T2CAM
Das weitwinklige Kamerapaar TTCam, auch T2CAM genannt, mit einem Sichtfeld von 11° × 8,2° dient primär der Navigation. Die Apertur ist 10 mm und die Brennweite 29,7 mm. Aufgrund der grundlegenden Bedeutung für die Navigation sind zur Redundanz zwei Kameras installiert. Die Kamera wird während der Begegnung genutzt, um die Instrumentenplattform mit den übrigen Instrumenten automatisch exakt auf den Asteroiden auszurichten. Während die übrigen Kameras Detailaufnahmen der Oberfläche machen, haben diese Kameras den gesamten Asteroiden im Blickfeld und halten die genaue Gestalt im Ganzen fest. Die Kameras sind aufwendig gegen Streulicht geschützt. Ein fest eingebauter Filter am Eintrittsfenster bildet einen Bandpass mit Wellenlängen im Bereich zwischen 475 und 625 nm, das ist der optische Bereich zwischen blau und orange. Die Kameras sind monochromatisch mit einer Auflösung von 2592 × 1944 Pixel. Der Sensor ist ein monochromer 2752×2004 Pixel CMOS Aptina/ON Semiconductor, Model MT9P031. Dieser bewährte Sensor wurde auch bei OSIRIS-REx TAGCAMS eingesetzt.
Ein quadratisches Pixel ist 2,2 µm groß und deckt einen Bereich von 74.1 μrad ab. Die Quanteneffizienz ist wellenlängenabhängig zwischen 35 und 55 % mit einem Peak von 65 % bei 470 nm. Jede Kamera verfügt über 8 GB nichtflüchtigen Speicher, der für ca. 1600 Bilder in 8 bit ausreicht. Der optische Kopf mit dem Sensor benötigt 1,5 W im Standby, ca. 2 W im Betrieb. Die Elektronik ist strahlengehärtet mit Bildverarbeitung in einem Field Programmable Gate Array und Speicher und benötigt 6 Watt im Standby und 8 Watt im Betrieb.

### Radioschwerkraftexperiment
Mit dem Radioschwerkraftexperiment wird das Schwerefeld und die Masse der Trojaner durch die Messung von Dopplerverschiebungen von Radiowellen bestimmt. Für dieses Experiment wird keine eigene Hardware benötigt, sondern es werden die Kommunikationseinrichtungen – Sender, Empfänger und Antennen – genutzt, mit denen die Sonde auch in Kontakt mit den Bodenstationen auf der Erde steht. Das DLR ist an der Auswertung der Funksignale beteiligt.

## Plakette
Ähnlich wie die Sonden in das äußere Sonnensystem, die in den interstellaren Raum vorstoßen und Botschaften an außerirdische Zivilisationen enthalten, wurde auch Lucy mit Botschaften versehen. Lucy wird für sehr lange Zeit im All kreisen und vielleicht in ferner Zukunft von Menschen wiedergefunden und untersucht. Für diesen Fall hat die Sonde Botschaften für ferne künftige Generationen, die über den Namen, den Zweck der Sonde, ihr Startdatum und die anfängliche Flugbahn Auskunft geben. Außerdem sind weise Worte von Nobelpreisträgern, Texe von renommierten Literaten und Poeten enthalten.